# CFU-Baso
CFU-Baso (ang. colony forming unit - basophil, także: CFU-Bas) – komórka dająca początek bazofilom w trakcie hemopoezy. CFU-Baso powstają ze wspólnej komórki progenitorowej monocytów, granulocytów i megakariocytów (CFU-GEMM) w obecności SCF, IL-3 i IL-5. CFU-Baso różnią się od CFU-GEMM brakiem ekspresji cząsteczki CD133, zachowują natomiast ekspresję CD34. CFU-Baso przekształacają się w mielocyty bazofilowe.